# Gallatin Gateway
Gallatin Gateway – jednostka osadnicza w Stanach Zjednoczonych, w stanie Montana, w hrabstwie Gallatin.